# Voorlandbekken
Een voorlandbekken (Engels: foreland basin) is in de geologie een bekken dat tijdens de vorming van een gebergte parallel aan dat gebergte, in het voorland, ontstaat. Voorlandbekkens ontstaan door de korstverdikking in de vorm van een accretiewig boven op de subducerende plaat. Dit extra gewicht maakt dat de plaat ombuigt en er in het voorland een depressie ontstaat.
Voorlandbekkens zijn asymmetrisch in doorsnede en worden gevuld met sediment (afbraakmateriaal van het gebergte), fluviatiele puinwaaiers voeren dit sediment door doorgaans aan de berg parallel lopende riviersystemen. In de eerste stadia van gebergtevorming zal het voorlandbekken zich beginnen te ontwikkelen tot een diepe depressie, waar flysch wordt afgezet. Het zeeniveau en daarmee de sedimentaire facies wordt ondieper naarmate meer erosiemateriaal uit het gebergte wordt aangevoerd. Als er echter veel erodeert, zal het gebergte minder massa krijgen, de flexuur (ombuiging) van de plaat zal afnemen en het bekken wordt minder diep. De waterdiepte wordt dus bepaald door een evenwicht tussen het eustatisch zeeniveau, de aanvoer van sediment en de flexuur van de plaat. Dit evenwicht kan uiteraard schommelen.
Als de convergente beweging van de twee tektonische platen minder wordt, zal het bekken zich opvullen en zich uiteindelijk in een ondiep mariene of terrestrische facies bevinden, men spreekt dan van een molassebekken. De zandsteen, mergel, siltsteen, kleisteen en conglomeraat die in zo'n bekken worden afgezet worden gezamenlijk molasse genoemd.
Een voorlandbekken kan uiteindelijk helemaal sluiten als het plooifront van het gebergte het bekken bereikt. De afgezette flysch en molasse deformeren dan door interne overschuivingen en plooien, met als resultaat tektonische opheffing van het bekken. 